# Josef Wegscheider

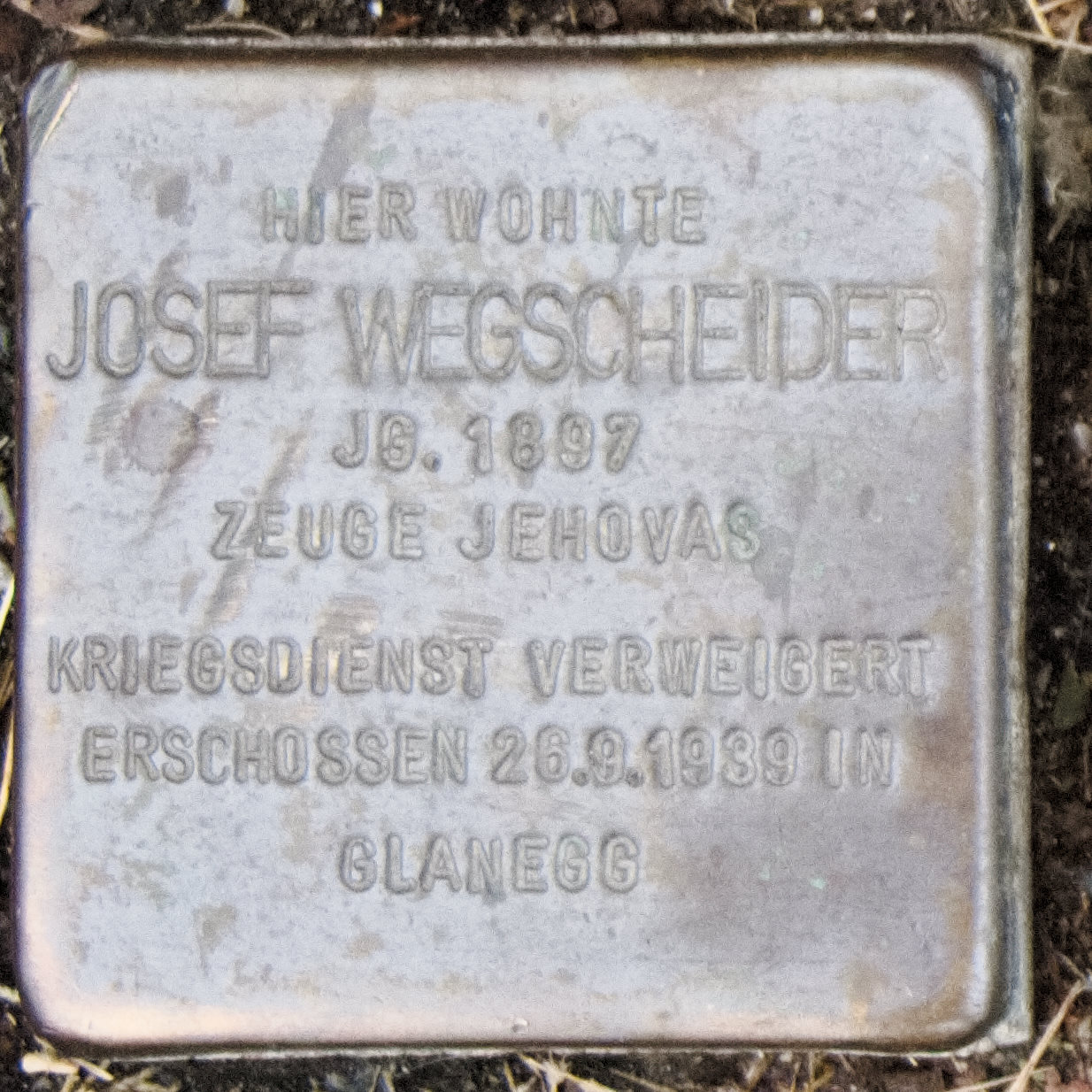

Josef Wegscheider (* 28. September 1897 in Pobersach, Gemeinde Paternion bzw. Evangelische Pfarre Feffernitz, Kärnten; † 26. September 1939 in Glanegg, Gemeinde Grödig bei Salzburg) war als Zeuge Jehovas zusammen mit Johann Pichler der erste Wehrdienstverweigerer in Österreich im Zweiten Weltkrieg.

## Leben
Josef Wegscheider war ein Schuhmachermeister. Mit seiner Frau Anna (geb. Hochgründler; * 24. September 1904 in Zell bei Kufstein) schloss er sich Anfang der 1930er-Jahre den Zeugen Jehovas an. Das Ehepaar lebte mit den beiden gemeinsamen Töchtern (* 1929 und * 1937) in Untermiete bei Therese und Franz Mittendorfer, einer ebenfalls den Zeugen Jehovas zugehörigen Familie in Salzburg. Wegscheider betrieb in diesem Haus auch seine Schusterwerkstatt.

## Wehrdienstverweigerung, Hinrichtung
Josef Wegscheider lehnte es aus Gewissensgründen als Zeuge Jehovas ab, Wehrdienst zu leisten. Er wurde am 17. Oktober 1938 wegen Wehrdienstverweigerung zu acht Monaten Gefängnis verurteilt; die Strafe saß er im Wehrmachtsgefängnis Germersheim ab.
Am 1. September 1939, dem Tag des Ausbruchs des Zweiten Weltkriegs, wurde Josef Wegscheider gemeinsam mit Johann Pichler, einem weiteren Salzburger Zeugen Jehovas, erneut wegen Wehrdienstverweigerung verhaftet. Mit der am 26. August 1939 in Kraft getretenen Kriegssonderstrafrechtsverordnung war der Strafbestand der Wehrkraftzersetzung eingeführt worden. Für jeden Versuch, sich dem Wehrdienst zu entziehen, war nun die Todesstrafe vorgesehen. Im Prozess am 26. September 1939 in Salzburg ließ der Richter die Ehefrauen der beiden Angeklagten in den Gerichtssaal rufen, wohl in der Erwartung, dass Wegscheider und Pichler ihre Verweigerung aufgeben würden. Doch Anna Wegscheider bestärkte ihren Mann, zu seiner religiösen Überzeugung zu stehen. Wegscheider und Pichler wurden zum Tod verurteilt und noch am gleichen Tag am Militärschießplatz Glanegg erschossen. Der Richter hatte ihnen in Erfüllung ihres letzten Wunsches noch eine Bibel in die Zelle gebracht. Sie waren die ersten beiden zum Tod verurteilten Wehrdienstverweigerer Österreichs. Die mit der Hinrichtung beauftragten Soldaten, die selber noch ohne Kriegserfahrung waren, waren erst nach mehreren Androhungen disziplinärer Konsequenzen bereit, das Urteil zu vollstrecken.

## Begräbnis, Folgen
Zum Begräbnis von Josef Wegscheider und Johann Pichler am 28. September 1939 kamen etwa 150 Personen zum Kommunalfriedhof Salzburg. Gestapo-Beamte beobachteten das Begräbnis und untersagten es, am Grab ein Gebet zu sprechen und Lieder der Zeugen Jehovas zu singen. Laut dem Gestapo-Report riefen daraufhin einige der anwesenden Zeugen Jehovas: „Ihr habt Gott mehr gehorcht als Menschen“ und „Jehova lebt!“ Rudolf Stonig, einer der Rufer, wurde fünf Tage später verhaftet und ins KZ Sachsenhausen eingeliefert. Die in der Schweiz erscheinende Zeitschrift Trost (Vorläufer des Erwachet!) der Zeugen Jehovas berichtete in der Ausgabe vom 1. Februar 1940 über die Hinrichtungen von August Dickmann, Josef Wegscheider und Johann Pichler.
Die zunächst verweigerte Hinrichtung und das durch das Begräbnis verursachte öffentliche Aufsehen führte dazu, dass die NS-Behörden danach Kriegsdienstverweigerer nicht mehr lokal verurteilten und hinrichteten, sondern sie in Berliner Exekutionsstätten verlegten.

## Familie
Josefs Frau Anna wurde am 16. November 1939 inhaftiert, weil sie sich weigerte, kriegswichtige Arbeiten zu leisten. Am 28. Dezember 1939 kam sie ins KZ Ravensbrück, in dem sie am 8. Juni 1942 ermordet wurde. Die Töchter wurden von einer befreundeten Familie von Zeugen Jehovas in Hallein aufgenommen.

## Würdigung
An Josef und Anna Wegscheider erinnern Stolpersteine, die am 22. August 2007 vor ihrem ehemaligen Wohnhaus in Salzburg, Landstraße 15, verlegt wurden.
Am Bundesheerschießplatz Glanegg, dem Ort der Hinrichtung von Josef Wegscheider und Johann Pichler, wurde am 30. September 2011 ein Gedenkstein enthüllt.

## Rehabilitierung
Durch Beschluss des Landesgerichts für Strafsachen in Wien vom 6. August 2007 gilt das Urteil des Kriegsgerichtes Salzburg vom September 1939 gegen Johann Pichler „als nicht erfolgt.“